# Roeien op de Olympische Zomerspelen 2016 – Twee-zonder vrouwen
De twee-zonder vrouwen op de Olympische Zomerspelen 2016 vond plaats van zondag 7 tot en met vrijdag 12 augustus 2016. Regerend olympisch kampioen waren Helen Glover en Heather Stanning uit Groot-Brittannië, die in Rio de Janeiro hun titel verdedigden. De competitie bestond uit meerdere ronden, beginnend met de series en herkansingen om het deelnemersveld van de halve finales te bepalen. Er werden twee halve finales geroeid. Alleen de roeiers in de tweede halve finale deden nog mee om de medailles; de deelnemers aan de eerste halve finale vielen al eerder af. Zij raceten nog om zo de totale ranglijst te kunnen vaststellen. Concluderend moest een duo in zijn serie bij de eerste drie eindigen (of bij de eerste drie in de herkansing), en in de halve finale bij de eerste drie om de A-finale te bereiken.
De series vonden plaats op zondag 7 augustus 2016, een dag later gevolgd door de herkansingen. De halve finales werden geroeid op woensdag 10 augustus, gevolgd door de finales op vrijdag 12 augustus 2016.

## Resultaten

### Series
De beste drie duo's van elke serie plaatsten zich voor de halve finale. De twee overige duo's probeerden in de herkansingen zich alsnog te kwalificeren.

#### Serie 1
| rang | naam                              | land             | tijd    |   |
| ---- | --------------------------------- | ---------------- | ------- | - |
| 1    | Helen Glover Heather Stanning     | Groot-Brittannië | 7:05.05 | Q |
| 2    | Hedvig Rasmussen Anne Andersen    | Denemarken       | 7:05.28 | Q |
| 3    | Kerstin Hartmann Kathrin Marchand | Duitsland        | 7:17.98 | Q |
| 4    | Jennifer Martins Nicole Hare      | Canada           | 7:22.99 | H |
| 5    | Aletta Jorritsma Karien Robbers   | Nederland        | 7:23.10 | H |

#### Serie 2
| rang | naam                            | land          | tijd    |   |
| ---- | ------------------------------- | ------------- | ------- | - |
| 1    | Genevieve Behrent Rebecca Scown | Nieuw-Zeeland | 7:09.23 | Q |
| 2    | Lee-Ann Persse Kate Christowitz | Zuid-Afrika   | 7:11.29 | Q |
| 3    | Miao Tian Zhang Min             | China         | 7:15.66 | Q |
| 4    | Noémie Kober Marie Le Nepvou    | Frankrijk     | 7:26.28 | H |
| 5    | Ina Nikulina Alnea Furman       | Wit-Rusland   | 7:35.23 | H |

#### Serie 3
| rang | naam                               | land             | tijd    |   |
| ---- | ---------------------------------- | ---------------- | ------- | - |
| 1    | Felice Mueller Grace Luczak        | Verenigde Staten | 7:05.14 | Q |
| 2    | Aina Cid Anna Boada                | Spanje           | 7:12.00 | Q |
| 3    | Maria Wierzbowska Anna Wierzbowska | Polen            | 7:12.82 | Q |
| 4    | Sara Bertolasi Alessandra Patelli  | Italië           | 7:13.06 | H |
| 5    | Elena-Lavinia Tarlea Laura Oprea   | Roemenië         | 7:18.16 | H |

### Herkansing
De beste drie duo's plaatsten zich voor de halve finales. De verliezers van de herkansing gingen naar de C-finale.
| rang | naam                              | land        | tijd    |   |
| ---- | --------------------------------- | ----------- | ------- | - |
| 1    | Elena-Lavinia Tarlea Laura Oprea  | Roemenië    | 7:55.25 | Q |
| 2    | Sara Bertolasi Alessandra Patelli | Italië      | 7:58.89 | Q |
| 3    | Noémie Kober Marie Le Nepvou      | Frankrijk   | 7:59.44 | Q |
| 4    | Jennifer Martins Nicole Hare      | Canada      | 8:01.09 | C |
| 5    | Aletta Jorritsma Karien Robbers   | Nederland   | 8:03.07 | C |
| 6    | Ina Nikulina Alnea Furman         | Wit-Rusland | 8:07.16 | C |

### Halve finales
De beste zes roeiers van de halve finales plaatsen zich voor de A-finale, waarin de medailles verdeeld worden. De verliezers in de halve finales gaan op voor de B-finale.

#### Halve finale 1
| rang | naam                               | land             | tijd    |   |
| ---- | ---------------------------------- | ---------------- | ------- | - |
| 1    | Helen Glover Heather Stanning      | Groot-Brittannië | 7:18.69 | Q |
| 2    | Felice Mueller Grace Luczak        | Verenigde Staten | 7:20.93 | Q |
| 3    | Lee-Ann Persse Kate Christowitz    | Zuid-Afrika      | 7:24.03 | Q |
| 4    | Elena-Lavinia Tarlea Laura Oprea   | Roemenië         | 7:29.20 | B |
| 5    | Maria Wierzbowska Anna Wierzbowska | Polen            | 7:39.12 | B |
| 6    | Sara Bertolasi Alessandra Patelli  | Italië           | 7:45.44 | B |

#### Halve finale 2
| rang | naam                              | land          | tijd    |   |
| ---- | --------------------------------- | ------------- | ------- | - |
| 1    | Hedvig Rasmussen Anne Andersen    | Denemarken    | 7:27.56 | Q |
| 2    | Genevieve Behrent Rebecca Scown   | Nieuw-Zeeland | 7:29.67 | Q |
| 3    | Aina Cid Anna Boada               | Spanje        | 7:30.79 | Q |
| 4    | Miao Tian Zhang Min               | China         | 7:30.90 | B |
| 5    | Kerstin Hartmann Kathrin Marchand | Duitsland     | 7:39.79 | B |
| 6    | Noémie Kober Marie Le Nepvou      | Frankrijk     | 7:44.81 | B |

### Finales
In drie finales wordt de totale eindranglijst opgesteld.

#### Finale C
| rang | naam                            | land        | tijd    |  |
| ---- | ------------------------------- | ----------- | ------- |  |
| 13   | Aletta Jorritsma Karien Robbers | Nederland   | 8:23.61 |  |
| 14   | Jennifer Martins Nicole Hare    | Canada      | 8:26.03 |  |
| 15   | Ina Nikulina Alnea Furman       | Wit-Rusland | 8:32.54 |  |

#### Finale B
| rang | naam                               | land      | tijd    |  |
| ---- | ---------------------------------- | --------- | ------- |  |
| 7    | Miao Tian Zhang Min                | China     | 7:17.12 |  |
| 8    | Kerstin Hartmann Kathrin Marchand  | Duitsland | 7:18.57 |  |
| 9    | Elena-Lavinia Tarlea Laura Oprea   | Roemenië  | 7:19.63 |  |
| 10   | Maria Wierzbowska Anna Wierzbowska | Polen     | 7:21.53 |  |
| 11   | Sara Bertolasi Alessandra Patelli  | Italië    | 7:24.51 |  |
| 12   | Noémie Kober Marie Le Nepvou       | Frankrijk | 7:26.55 |  |

#### Finale A
| rang   | naam                            | land             | tijd    |  |
| ------ | ------------------------------- | ---------------- | ------- |  |
| Goud   | Helen Glover Heather Stanning   | Groot-Brittannië | 7:18.29 |  |
| Zilver | Genevieve Behrent Rebecca Scown | Nieuw-Zeeland    | 7:19.53 |  |
| Brons  | Hedvig Rasmussen Anne Andersen  | Denemarken       | 7:20.71 |  |
| 4      | Felice Mueller Grace Luczak     | Verenigde Staten | 7:24.77 |  |
| 5      | Lee-Ann Persse Kate Christowitz | Zuid-Afrika      | 7:28.50 |  |
| 6      | Aina Cid Anna Boada             | Spanje           | 7:35.22 |  |